# I-4 (Bulgarien)
Die I-4 (bulgarisch Републикански път І-4 Republikanski pat I-4, also Republikstraße I-4) ist eine Hauptstraße (erster Ordnung) in Bulgarien. Sie ist 264 km lang und stellt über Weliko Tarnowo eine Verbindung zur A2 her, welche weiter nach Sofia führt.

## Verlauf
Die Straße beginnt 5 km nördlich der Stadt Jablaniza an einer Kreuzung mit der Republikstraße I-3. In ihrem ganzen Verlauf führt sie Richtung Westen. Bei Ablaniza gibt es eine Ausfahrt zur II-35, welche nach Norden Richtung Lowetsch, bzw. nach Süden nach Trojan führt. Weiter führt die I-4 nach Sewliewo, welche sie nördlich umfährt. Die nächste Stadt ist Weliko Tarnowo. Die I-4 führt durch die Stadt hindurch. Später erreicht sie Omurtag und Targowischte. Sie endet in der Nähe von Belikopitowo und geht in die A2 „Hemus“ hinüber, welche weiter nach Warna führt.
Sie ist in ihrem Verlauf deckungsgleich mit der Europastraße 772.